# 瓦窑排村
瓦窑排村，一個自然村落，位於中國廣東省深圳市寶安區龍華街道油富，挨著富士康科技集團下屬的鴻富錦精密工業有限公司，伍屋村和龍華文化廣場，與東環二路相鄰。目前瓦窑排村以外來人口居絕大多數。